# دومبی-اولگن
دومبی-اولگن (به لاتین: Dombay-Ulgen) یک کوه در روسیه است که در قره‌چای و چرکس واقع شده‌است. دومبی-اولگن ۴٬۰۴۶ متر بالاتر از سطح دریا واقع شده‌است.